# Légitársaságok listája
A légitársaságok listája az alábbi:
| Ábécé szerinti tartalomjegyzék                      |
| --------------------------------------------------- |
| A B C D E F G H I J K L M N O P Q R S T U V W X Y Z |

## A
- AB Aviation (Comore-szigetek)
- Adria Airways (Szlovénia)
- Aegean Airlines (Görögország)
- Aer Arann (Írország)
- Aer Lingus (Dublin, Írország)
- Aero Benin (Benin)
- Aero Contractors (Nigéria)
- Aeroflot (Moszkva – Seremetyjevo)
- Aeroexpress Regional (Debrecen) – Debreceni nemzetközi repülőtér, Hévíz-Balaton nemzetközi repülőtér, Budapest Liszt Ferenc nemzetközi repülőtér
- AeroJet (Angola)
- Aerolink Uganda (Uganda)
- Aeronautica (Luanda, Angola)
- Aero-Service (Kongói Köztársaság)
- Aerosvit (Kijev–Boriszpil, Ukrajna) megszűnt
- Aero Tropical (Luanda, Angola) megszűnt
- AerVenture (Írország)
- African Express Airways (Kenya)
- Africa's Connection STP (São Tomé és Príncipe)
- Africa World Airlines (Ghána)
- Afrijet Business Service (Gabon)
- Afrique Airlines (Cotonou, Benin)
- Afriqiyah Airways (Líbia)
- Air 26 (Luanda, Angola)
- Air Algérie (الخطوط الجوية الجزائرية) (Algéria)
- Air Annobón (Egyenlítői-Guinea)
- Air Arabia Egypt (Egyiptom)
- Air Arabia Maroc (Marokkó)
- Air Atlanta Europe (London)
- Air Atlantique (Coventry, Anglia)
- AirBaltic (Riga)
- Air Berlin (Nürnberg, Németország) megszűnt
- Air Botswana, Botswana
- Air Burkina (Ouagadougou, Burkina Faso)
- Air Cairo (Kairó)
- Air Caledonian (Skócia)
- Air Canada (Montréal, Québec, Kanada)
- Air Canada Cargo (Toronto, Ontario, Kanada)
- Air China (Kína)
- Air China Cargo (Kína)
- Air Côte d'Ivoire (Elefántcsontpart)
- Air Djibouti (Dzsibuti)
- Air Dolomiti (Dossobuono, Olaszország)
- Air Europa (Madrid–Barajas, Spanyolország)
- Air Excel (Tanzánia)
- Air Express Algeria (Algéria)
- Air France (Párizs–Charles de Gaulle, Franciaország)
- Air Fret Service Oran (Algéria)
- Air Ghana (Ghána)
- Air Greenland (Grönland)
- Air Harrods (London)
- Air India Express (India)
- Airjet Exploracao Aerea de Carga (Angola)
- Air Kasai (Kongói Demokratikus Köztársaság)
- Airkenya Express (Kenya)
- Air Koryo (Észak-Korea)
- Air Libya (Líbia)
- Airlink (Dél-afrikai Köztársaság)
- Air Leasing Cameroon (Kamerun)
- Air Madagascar (Madagaszkár)
- Air Mali (Mali)
- Air Malta (Valletta, Málta)
- Air Marshall Islands (Marshall-szigetek)
- Air Mauritius (Mauritius)
- Air Memphis (Egyiptom) megszűnt
- Air Metack (Angola)
- Air Moldova (Chișinău, Moldova)
- Air Niamey (Niger)
- Air One (Milánó) megszűnt
- Air One Nine Company (Líbia)
- Air Peace (Nigéria)
- Air Senegal (Szenegál)
- Air Serbia (Szerbia)
- Air Serv Limited (Uganda)
- Air Seychelles (Seychelle-szigetek)
- Air Sinai (Kairó)
- Air Slovakia (Pozsony) megszűnt
- Air Tanzania (Tanzánia)
- Air Transat (Kanada)
- Air Tropiques (Kongói Demokratikus Köztársaság)
- Air Uganda (Uganda)
- Air West (Szudán)
- Air Zaire (Kongói Demokratikus Köztársaság)
- Air Zimbabwe (Zimbabwe)
- Alada (Luanda, Angola)
- Alaska Airlines (USA)
- Alexandria Airlines (Egyiptom)
- Alitalia (Milánó – Malpensa, Olaszország)
- Allegiance Air (Dél-afrikai Köztársaság)
- Alliance Air (Uganda)
- Allied Air (Nigéria)
- All Nippon Airways (Japán)
- AlMasria Universal Airlines (Egyiptom)
- American Airlines (USA)
- AMC Airlines (Egyiptom)
- AnadoluJet (Törökország)
- Angola Air Charter (Luanda, Angola)
- Antinea Airlines (Algéria)
- Arik Air (Nigéria)
- Asiana Airlines (Dél-Korea)
- ASKY Airlines (Togo)
- ASL Airlines Hungary (Ír cég magyar leányvállalata, volt Farnair Hungary Budapest – Ferihegy)
- ASL Airlines Ireland (Írország)
- As Salaam Air (Tanzánia)
- Astral Aviation (Kenya)
- Austrian Airlines (Bécs, Ausztria)
- Aviaexpress (Magyarország)
- Aviajet (Írország)
- Axis Lines International (Kamerun)
- Atlasblue (Marrákes)
- Auric Air (Tanzánia)
- AV8 Air megszűnt
- Azman Air (Nigéria)
- Azul Brazilian Airlines (Barueri, Brazília)

## B
- Badr Airlines (Szudán)
- Belavia (Minszk, Fehéroroszország)
- Benin Airlines (Benin)
- Benin Golf Air (Benin)
- BETA Cargo (Brazília) megszűnt
- Blue1 (Helsinki – Vantaa, Finnország) megszűnt
- Blue Air (Bukarest – Băneasa)
- Blue Bird Airways (Iráklio, Görögország)
- Blue Bird Aviation (Szudán)
- Bluebird Aviation (Kenya)
- Blue Sky Aviation Services (Kenya)
- Blue Wings Airline (Suriname)
- BMI (London - Heathrow) megszűnt
- BMI Baby (London - London–Gatwick repülőtér) megszűnt
- Bravo Air Congo (Kongói Demokratikus Köztársaság)
- British Airways (London – Heathrow)
- Brussels Airlines (Brüsszel – Zaventem, Belgium)
- Bulgaria Air (Szófia)
- Bulgarian Air Charter (Szófia)
- Buraq Air (Líbia)
- Burundi Airlines (Burundi)

## C
- Cabo Verde Airlines (Zöld-foki Köztársaság)
- Cabo Verde Express (Zöld-foki Köztársaság)
- Camair-Co (Kamerun)
- Canadian Airways Congo (Kongói Köztársaság)
- Cargo Airways International (Kamerun)
- Cargolux (Luxemburg)
- Carpatair (Kolozsvár, Románia)
- Caspian Airlines (Teherán, Irán)
- CATA Compagnie Algerienne de Transports Aeriens (Algéria)
- Cathay Pacific (Hongkong)
- CCM (Bastia, Ajaccio, Figari)
- CEIBA Intercontinental (Egyenlítői-Guinea)
- CemAir (Dél-afrikai Köztársaság)
- Chang An Airlines (Kína)
- China Cargo Airlines (Kína)
- China Eastern Airlines (Kína)
- China Flying Dragon Aviation (Kína)
- China Postal Airlines (Kína)
- China Southern Airlines (Kína)
- China United Airlines (Kína)
- China Xinhua Airlines (Kína)
- Cirrus Airlines (Saarbrücken, Németország)
- CityLine Magyarország (Magyarország)
- Civair (Dél-afrikai Köztársaság)
- Coastal Aviation (Tanzánia)
- Comair Limited (Dél-afrikai Köztársaság)
- Compagnie Africaine d'Aviation (Kongói Demokratikus Köztársaság)
- Compagnie Cherifienne du Pont Aerien Morocco (Algéria)
- Compass Airlines (Fort Snelling, Minnesota, USA)
- Congo Airways (Kongói Demokratikus Köztársaság)
- Congo Airlines (Kongói Demokratikus Köztársaság)
- Croatia Airlines (Zágráb)
- Cronos Airlines (Egyenlítői-Guinea)
- Czech Airlines (Prága, Csehország)
- Clickair (Barcelona, Spanyolország) megszűnt
- Cyprus Airways, Ciprus megszűnt

## D
- Daallo Airlines (Dzsibuti)
- Dana Air (Nigéria)
- Danish Air Transport (Koppenhága, Liepaja, Stavanger)
- DAS Air Cargo (Uganda)
- Delta Air Lines (New York – John Fitzgerald Kennedy, USA)
- Diexim Expresso (Luanda, Angola)
- Dornier Aviation Nigeria (Nigéria)

## E
- Eastafrican.com (Kenya)
- EasyJet (Berlin – Schönefeld, Dortmund, Genf, London-Luton, London – Gatwick)
- EasyJet Switzerland (Basel, Genf, Svájc)
- Enter Air (Athén, Görögország)
- Ecoair International (Algéria)
- Edelweiss Air (Zürich)
- EgyptAir (Kairó)
- EgyptAir Cargo (Kairó)
- EgyptAir Express (Kairó)
- El Al (Tel-Aviv)
- Emirates (Dubaj)
- EosAirlines (London - Stansted)
- Eritrean Airlines (Eritrea)
- Ernest Airlines (Milánó)
- Escadrille Nationale du Niger (Niger)
- Estonian Air (Tallinn) megszűnt
- Eswatini Airlink (Szváziföld)
- Ethiopian Airlines (Etiópia)
- Etihad Airlines (Egyesült Arab Emirátusok)
- Equaflight (Kongói Köztársaság)
- Euro Mediterranean Airlines (Egyiptom) megszűnt
- Eurowings (Düsseldorf, Németország)
- Express Air Cargo (Tunézia)

## F
- Farnair Hungary lásd: ASL Airlines Hungary
- Faso Airways (Burkina Faso)
- Fastjet Zimbabwe (Zimbabwe)
- Federal Air (Dél-afrikai Köztársaság)
- FedEx
- Filair (Kongói Demokratikus köztársaság)
- Finnair (Helsinki – Vantaa)
- Flightlink (Tanzánia)
- Fly540 (Kenya)
- FlyBaboo (Genf) megszűnt
- Flybe (Southampton)
- FlyCongo (Kongói Demokratikus köztársaság)
- FlyEgypt (Egyiptom)
- Fly Lal (Vilnius) megszűnt
- FlySafair (Dél-afrikai Köztársaság)
- Freedom Airline Express (Kenya)

## G
- Germanwings (Köln/Bonn, Stuttgart)
- Germania Air (Németország)
- Gianair (Ghána)
- Global Africa Aviation (Zimbabwe)
- Global Aviation (Dél-afrikai Köztársaság)
- Global Aviation and Services Group (Líbia)
- Golden Wings Aviation (Dél-Szudán)
- Green Africa Airways (Nigéria)
- Green Flag Airlines (Szudán)
- Guinea Ecuatorial Airlines (Egyenlítői-Guinea)

## H
- Hainan Airlines (Peking)
- Hawaiian Airlines (USA)
- Hello Air (Svájc)
- Helvetic Air (Zürich)
- Hemus Air (Bulgária) megszűnt
- Helios Airways (Ciprus)
- Hewa Bora Airways (Kongói Demokratikus Köztársaság)

## I
- Iberia (légitársaság) (Madrid)
- Ibom Air (Nigéria)
- IceLand Air (Reykjavík)
- Indicator Aviation, Inc. (Magyarország) megszűnt
- Int’Air Îles (Comore-szigetek)
- Inter Air Services (الخطوط الجوية الخليفة) (Algéria)
- Interisland Airlines (Fülöp-szigetek)
- InterSky (Friedrichshafen)
- Ivoirienne de Transports Aériens (Elefántcsontpart)

## J
- Jambojet (Kenya)
- Japan Airlines (Tokió, Japán)
- Jet2.com (Manchester)
- Jet4you (Párizs)
- Jet Airways (India) működése ideiglenesen felfüggesztve
- JetBlue Airways (Forest Hills, New York, USA)
- Job Air (Ostrava)
- Jubba Airways (Szomália)

## K
- Kabo Air (Nigéria)
- Karinou Airlines (Közép-afrikai Köztársaság)
- Kenya Airways (Nairobi)
- Khalifa Airways (Algéria)
- King Air Charter (Dél-afrikai Köztársaság)
- KLM (Amszterdam)
- Koralblue
- Korean Airlines (Dél-Korea)
- Korongo Airlines (Kongói Demokratikus Köztársaság)
- Kras Air (Oroszország) megszűnt
- Kulula.com (Dél-afrikai Köztársaság)

## L
- LAM Mozambique Airlines (Mozambik)
- La Nationale (Gabon)
- LAN Chile (Santiago, Chile)
- Lauda Airlines (Bécs) megszűnt
- Libyan Airlines (Líbia)
- Libyan Arab Air Cargo (Líbia)
- Libyan Wings (Líbia)
- LIFT Airline (Dél-afrikai Köztársaság)
- Lignes Aériennes Congolaises (Kongói Demokratikus Köztársaság)
- LOT (Varsó)
- Lufthansa (Frankfurt am Main, München, Düsseldorf)
- Luxair (Luxemburg)

## M
- Mack Air (Botswana)
- Madagasikara Airways (Madagaszkár)
- Madina Air (Líbia)
- MAF Uganda (Uganda)
- Mahfooz Aviation (Gambia)
- Mahogany Air (Zambia)
- Malawian Airlines (Malawi)
- Malaysia Airlines (Kuala Lumpur nemzetközi repülőtér, Malajzia)
- Malév (Magyarország) megszűnt
- Mali Air Express (Mali)
- Malift Air (Kongói Demokratikus Köztársaság)
- Mango (Dél-afrikai Köztársaság)
- Mauritania Airlines (Mauritánia)
- Max Air (Nigéria)
- Med Airlines (Marokkó)
- Meridiana (Firenze) megszűnt
- Merpati Nusantara Airlines (Jakarta, Indonézia)
- Mid Airlines (Szudán)
- Moçambique Expresso (Mozambik)
- Moldavian Airlines (Chișinău, Moldova)
- Monarch Airlines (London-Luton) megszűnt
- Montenegro Airlines (Podgorica)
- Myair (Bologna)

## N
- NAS Air (Rijád, Szaúd-Arábia)
- National Airways Ethiopia (Etiópia)
- Nesma Airlines (Egyiptom)
- Niger Airlines (Niger)
- Niki (Ausztria) megszűnt
- Nile Air (Kairó)
- Norwegian (Oslo)
- Northwest Airlines (USA) megszűnt
- Nouvelair (Tunézia)
- Nouvelle Air Affaires Gabon (Gabon)
- Nova Airlines (Szudán)

## O
- Orion Air (Seychelle-szigetek)
- Overland Airways (Nigéria)

## P
- Pacific Blue (Christchurch – Új-Zéland)
- Pan American World Airways - USA, megszűnt
- Pegasus airlines (Isztambul)
- Passion Air (Ghána)
- Petro Air (Líbia)
- Petroleum Air Services (Egyiptom)
- PIA (Karacsi)
- Polynesian Blue (Christchurch – Új-Zéland)
- Precision Air (Tanzánia)
- Proflight Zambia (Zambia)
- Punto Azul (Egyenlítői-Guinea)

## Q
- Qantas (Sydney)
- Qatar Airways (Katar)

## R
- RAM Cargo (Marokkó)
- RegionAir (Gabon)
- Regional Air (Tanzánia)
- Republic Airways (Indianapolis, USA)
- Rheintalflug (Innsbruck, Ausztria)
- Rossiya (Szentpétervár – Pulkovo)
- Royal Air Maroc (Rabat),(Casablanca)
- Royal Air Maroc Express (Marokkó)
- Royal Fly-GH (Ghána)
- Royal Jordanian (Ammán)
- Royal Zambian Airlines (Zambia)
- RwandAir (Ruanda)
- Ryanair (Dublin, London - Stansted)

## S
- S7 Airlines (Oroszország)
- SACA Société Algérienne de Constructions Aéronautiques (Algéria)
- Safair (Dél-afrikai Köztársaság)
- Sahara Airlines (Algéria)
- SAM International (Líbia)
- SAS – Scandinavian Airlines System (Stockholm-Arlanda)
- Silverjet (London-Luton)
- Singapore Airlines (Szingapúr)
- Skyairlines (Isztambul)
- SkyEurope Airlines (Amszterdam, Barcelona, Bukarest – Baneasa, Koppenhága, Nápoly, Párizs – Orly, Róma – Fiumicino, Velence) megszűnt
- Slovenské Aerolínie (Szlovákia) megszűnt
- Smart Aviation Company (Egyiptom)
- Smartwings (Prága)
- Société de Travail Aérien (Algéria)
- Solenta Aviation (Dél-afrikai Köztársaság)
- Solomon Airlines (Honiara, Salamon-szigetek
- Sólyom Hungarian Airways (Budapest) megszűnt
- SonAir (Angola)
- South African Airways (Dél-afrikai Köztársaság)
- South West Aviation (Dél-Szudán)
- Spanair (Spanyolország) megszűnt
- Star Air Cargo (Dél-afrikai Köztársaság)
- Star Aviation (Algéria)
- Sterling European Airways (Koppenhága, Stockholm-Arlanda)
- STP Airways (São Tomé és Príncipe)
- Sudan Airways (Szudán)
- Sunexpress (İzmir)
- Swiss International Air Lines (Zürich)

## T
- TAAG Angola Airlines (Angola)
- TAP Portugal (Lisszabon)
- Tarco Airlines (Szudán)
- TAROM (Bukarest – Otopeni)
- Tassili Airlines (Algéria)
- TAT Nigeria (Nigéria)
- Tchadia Airlines (Csád)
- Thai Airways International (Bangkok, Thaiföld)
- Thomas Cook Airlines (Manchester, Egyesült Királyság)
- Tiko Air (Madagaszkár)
- Timbis Air (Kenya)
- TNT Express (Liège)
- Toumaï Air Tchad (Csád)
- Tsaradia (Madagaszkár)
- Tunisair (Tunisz)
- Tunisair Express (Tunézia)
- Tunisavia (Tunézia)
- Turkish Airlines (Isztambul-Atatürk)
- Transair (Szenegál)
- Trans Air Congo (Kongói Köztársaság)
- Transavia (Amszterdam)
- Trans Nation Airways (Etiópia)
- Travel Service (Prága, Csehország)
- Tropical Air (Tanzánia)

## U
- Uganda Air Cargo (Uganda)
- Uganda Airlines (Uganda)
- Ulendo Airlink (Malawi)
- United Airlines (USA)
- United Airlines Uganda (Uganda)
- United Nigeria Airlines (Nigéria)
- United Parcel Service
- US Airways (USA) megszűnt

## V
- V Australia (Sydney – Ausztrália)
- Virgin Atlantic (London – Heathrow, Anglia)
- Virgin Australia (Virgin Blue) (Brisbane – Ausztrália)
- Vueling (Barcelona, Madrid, Spanyolország)
- Vule Airways (Uganda)
- Volareweb (Milánó, Olaszország) megszűnt

## W
- WOW air (Izland)  megszűnt
- Welcome Air (Innsbruck)
- West Air Sweden (Svédország)
- Wilderness Air (Botswana)
- Wizz Air (Budapest – Liszt Ferenc Repülőtér (központ))
- Wizz Air Bulgaria (Szófia) megszűnt
- Wizz Air Ukraine megszűnt

## X
- XL Airways United Kingdom (Egyesült Királyság) megszűnt
- XL Airways Germany (Németország) megszűnt

## Z
- ZanAir (Tanzánia)
- Zimex Aviation (Svájc)